# فيليبو تشاردينا
فيليبو تشاردينا (بالإيطالية: Filippo Maria Scardina)‏ هو لاعب كرة قدم إيطالي في مركز الهجوم، ولد في 26 فبراير 1992 في روما في إيطاليا. شارك مع منتخب إيطاليا تحت 20 سنة لكرة القدم. أما مع النوادي، فقد لعب مع نادي روما ونادي كومو.

## وصلات خارجية
- فيليبو تشاردينا على موقع قاعدة بيانات كرة القدم.إي يو (الإنجليزية)
- فيليبو تشاردينا على موقع Soccerway.com (الإنجليزية)